# Bogofilter
Bogofilter ist ein Filterprogramm, das zur Aussortierung unerwünschter E-Mails verwendet werden kann. Bogofilter wurde zuerst von Eric S. Raymond entwickelt, wird aber seit 2002 von einer größeren Entwicklergruppe weiterentwickelt und ist freie Software.
Das Programm ist in der Programmiersprache C geschrieben und läuft sehr schnell. Es stützt sich bei der Analyse von Mails, anders als etwa SpamAssassin, nur auf statistische Algorithmen (Bayes-Filter), unter anderem jene aus dem Artikel A plan for spam von Paul Graham.
Bogofilter kann auf unterschiedliche Weise in ein Mailsystem eingebunden werden, benötigt aber die Interaktion mit dem Benutzer, der Mails als Spam oder nicht Spam klassifizieren muss. Wurde das Programm ausreichend trainiert, sind damit, wie bei vergleichbaren Programmen, sehr gute Erkennungsquoten möglich.